# Dorrance
Dorrance és una població dels Estats Units a l'estat de Kansas. Segons el cens del 2000 tenia 205 habitants.

## Demografia
Segons el cens del 2000, Dorrance tenia 205 habitants, 94 habitatges, i 56 famílies. La densitat de població era de 232,8 habitants per km².
Dels 94 habitatges en un 22,3% hi vivien nens de menys de 18 anys, en un 50% hi vivien parelles casades, en un 7,4% dones solteres, i en un 39,4% no eren unitats familiars. En el 35,1% dels habitatges hi vivien persones soles el 20,2% de les quals corresponia a persones de 65 anys o més que vivien soles. El nombre mitjà de persones vivint en cada habitatge era de 2,18 i el nombre mitjà de persones que vivien en cada família era de 2,86.
Per edats la població es repartia de la següent manera: un 21% tenia menys de 18 anys, un 6,3% entre 18 i 24, un 24,4% entre 25 i 44, un 29,3% de 45 a 60 i un 19% 65 anys o més.
L'edat mediana era de 44 anys. Per cada 100 dones de 18 o més anys hi havia 84,1 homes.
La renda mediana per habitatge era de 31.250 $ i la renda mediana per família de 37.000 $. Els homes tenien una renda mediana de 26.875 $ mentre que les dones 16.071 $. La renda per capita de la població era de 20.513 $. Entorn del 4,8% de les famílies i el 8,7% de la població estaven per davall del llindar de pobresa.

## Poblacions més properes
El següent diagrama mostra les poblacions més properes.